# راننده (مجموعه تلویزیونی ۲۰۰۷)
راننده (انگلیسی: Drive) یک سریال تلویزیونی درام اکشن است که از آوریل ۲۰۰۷ توسط شبکه رسانه‌ای فاکس پخش می‌شد.

## بازیگران
- ناتان فیلیون
- کریستین لمن
- کوین آلخاندرو
- جی دی پاردو
- دیلن بیکر
- اما استون
- مایکل‌هایت
- راشل آیتس
- ملانی لینسکی
- تارین منینگ
- ریلی اسمیت
- میرچا مونرو
- وین گریس
- کی کالان
- برایان بلوم
- ریچارد بروکس
- چارلز مارتین اسمیت
- کتی فینران
- ایمی اکر